# Sd.Kfz. 11
Az Sd.Kfz. 11 (Sonderkraftfahrzeug – különleges gépjármű) egy német féllánctalpas katonai jármű volt, melyet széles körben alkalmaztak a második világháború alatt. Fő feladata a közepes méretű vontatott lövegek vontatása a 3,7 cm FlaK 43 légvédelmi lövegtől egészen a 10,5 cm leFH 18 tábori tarackig. Nyolc katona szállítására és egy löveg vagy utánfutó vontatására volt képes.
A német féllánctalpasok alap tervezetét a Weimar-éra alatt fejlesztette ki a Reichswehr Katonai Autóipari Minisztériuma, de a végső tervezetet és a teszteléseket kereskedelmi cégeknek adták ki, miután rájöttek, hogy a gyártást több társaság között célszerű megosztani. A Borgward a német féllánctalpasok közül a második legkisebb fejlesztését választotta, majd épített egy prototípus szériát 1934 és 1937 között. A fejlesztést 1938-ban átvette a Hanomag, amely megtervezte a fő gyártási változatot, a H kl 6-ost.
Az alvázon alapult az Sd.Kfz. 251 közepes lövészpáncélos. Hozzávetőleg 9000 darabot gyártottak 1938 és 1945 között, így ez a típus egyike lett a németek számos taktikai járműjének a háború alatt. A jármű részt vett a lengyelországi invázióban, a franciaországi csatában, a balkáni hadjáratban és harcolt mind a nyugati, mind a keleti fronton, Észak-Afrikában és Olaszországban is.

## Leírás

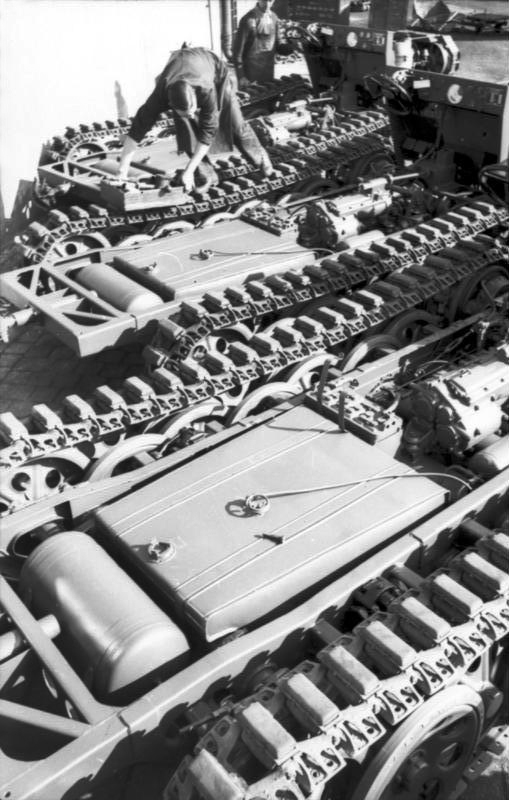
Sd.Kfz. 11 alváza a gyárban. Balról jobbra: a kipufogódob, az üzemanyagtartály és a sebességváltó látható

Az Sd.Kfz. 11 hagyományos létra-vázon alapult. A meghajtást egy Maybach hat-hengeres, vízhűtéses, 4,17 literes HL 42 TRKM dízelmotor biztosította, amely 100 lóerős teljesítményt produkált. Hanomag U 50 4 sebességes váltóval szerelték fel (négy előre, egy hátra). Maximális sebessége 52,5 km/h volt, gázlóképessége 0,5 méter.
Mind a lánctalpak, mind a kerekek meghajtottak voltak, illetve mindkettőt használták kanyarodáskor. A kormányművet úgy alakították ki, hogy enyhe kanyarodáskor csak a kerekek fordultak, de ha a kormánykereket jobban eltekerték, akkor a megfelelő lánctalpat lefékezte a rendszer. A meghajtó lánckerék a hagyományos fogas kialakítás helyett görgős kialakítású volt. A hátsó felfüggesztés hat dupla futógörgőt tartalmazott, melyeket torziós rugókkal felfüggesztett lengőkarok tartottak. Egy láncvisszafordító-feszítőgörgőt rögzítettek a jármű végébe, ezzel szabályozták a lánctalp feszességét. Az elülső kerekeket egy merev első tengelyre építették, melyeknek keresztben elhelyezett laprugói és lengéscsillapítói voltak, az egyetlen olyan alkatrészek voltak, melyek tompították az ütődéseket.
Két különböző felső karosszéria készült az Sd.Kfz. 11-hez. A „tüzérségi” karosszéria rendelkezett egy lőszerrekesszel, elválasztva a vezetőfülkétől a személyzeti fülkét. A lőszerrekeszen voltak ajtók, melyek a jármű mindkét oldalára nyíltak, és át lehetett alakítani a különböző méretű lőszerekhez. Az ülőpadok a jármű oldalain húzódtak végig, ezek alatt tárolórekeszek voltak, hat ember számára biztosítva helyet. A személyzet a jármű hátulján mászott be a járműbe. A szélvédő előrehajtható volt, illetve el is lehetett távolítani. A lőszerrekesz felé ponyvatetőt lehetett kifeszíteni. Ezt a szélvédőre és a személyzeti fülke végébe lehetett felrögzíteni. Oldalsó kiegészítő elemeket szintén fel lehetett szerelni, hogy a személyzet védve legyen az időjárási viszontagságoktól.
Az „utász” karosszéria három ülőpaddal volt ellátva a személyzet számára, és egy ponyvatetőt lehetett rögzíteni a karosszéria hátsó részének tetejére. Használat közben a szélvédőre rögzítették. Szintén fel lehetett szerelni oldalsó kiegészítő elemekkel. Fényképes bizonyítékok szerint mind a „tüzérségi”, mind az „utász” változatokat használták tüzérségi alakulatoknál.

## Tervezet és fejlesztés
A háború első éveiben használt német féllánctalpasok előzetes terveit a Katonai Autóipari Minisztériumnak (Wa Prüf 6) dolgozó Ernst Kniepkamp készítette, mielőtt még 1933-ban a nácik átvették a hatalmat. A terveit ezután kereskedelmi cégek vették át fejlesztési és tesztelési célokra. A Borgwardot bízták meg a 3 tonnás vontatójármű kifejlesztésére; az első prototípust 1933-ban készítették el HL. kl. 2 megjelöléssel. Hathengeres, 3,485 literes, 71 lóerős Hansa-Lloyd Type 3500 L motorja volt, négysebességes Hansa-Lloyd-Goliath sebességváltóval, oldalanként négy futógörgővel, 5 tonna összsúllyal. A továbbfejlesztett HL. kl. 3 prototípus 1936-ban készült el, de csak részleteiben különbözött az korábbi prototípustól.
Az első gyártási modell a HL. kl. 5 volt, amely még mindig a Type 3500 L motort és a Hansa-Lloyd-Goliath sebességváltót használta, de oldalanként két futógörgővel meghosszabbították. Súlya 6,5 tonna volt, a szállítható hasznos tömeg 1500 kg, vontatható tömeg pedig 3 tonna. 505 darabot gyártott a Borgward 1936-38 között, darabonként 20000 birodalmi márkáért.
A Hanomag 1938-ban vette át a fejlesztést, majd megtervezte a H kl 6 típust, amely kezdetben a Maybach HL 38 TUKR motort használta, melyet hamarosan a HL 42 TUKRM motorral helyettesítettek. A Hanomag leváltotta a Hansa-Lloyd-Goliath sebességváltót a saját gyártmányú négysegességes U 50 sebességváltóra, az üzemanyagtartályt pedig megnövelték 110 literesre. A jármű súlya 7200 kg-ra növekedett, de a szállítható hasznos tömeg is megnövekedett 1800 kg-ra.

## Gyártás
Kezdetben a Borgward és a Hanomag gyártotta az Sd.Kfz. 11 alvázát, de később a Frankfurt am Main-i Adlerwerke, a zwickaui Horch és a Mladá Boleslav-i Škoda gyár is beszállt a gyártásba. 1942 december 20-án 4209 jármű állt szolgálatban. 2133 készült 1943-ban, 1308 készült 1944-ben. Mindent egybevetve több mint 9000 darab készült 1945-ig.

## Változatok

### Sd.Kfz. 11/1
Sd.Kfz. 11/1 Nebel-Kraftwagen. Lőszerszállító változat a 10 cm Nebelwerfer 35 vagy 40 aknavetőkhöz. A lőszerrekeszbe állványokat szereltek a lövedékek és annak hajtóanyagának tartására.

### Sd.Kfz. 11/2

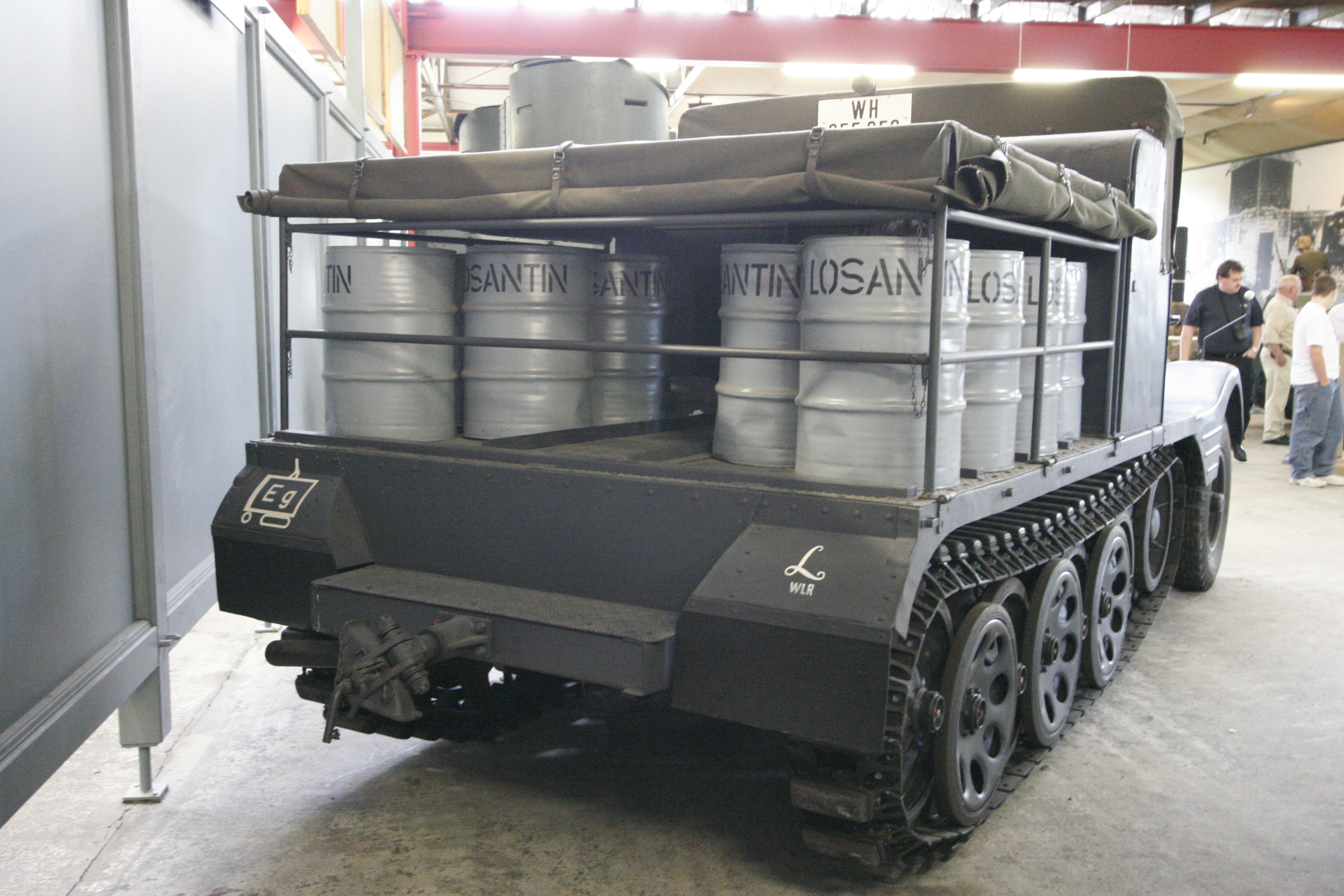
Egy Sd.Kfz. 11/2 a Werfer-Lehr Regiment jelvényével

Sd.Kfz. 11/2 mittlerer Entgiftungs-Kraftwagen. Az Sd.Kfz. 11/2 vegyi mentesítő jármű volt, 70 kg kapacitású szórófejjel és nyolc hordónyi mentesítő vegyszerrel. Emiatt mindössze három főnyi személyzetnek maradt hely. A hordókat platformokon helyezték el a lánctalpak felett, összecsukható külső korláttal.
Egy feljegyzés szerint a jármű 760 kg-nyi fehérítőt szállított, amivel 1,7 m széles és 1,4 km hosszú területet lehetett mentesíteni 300 g sűrűségű fehérítő/m² felhasználásával. A jármű által kiosztott mentesítő anyag sűrűsége függött a jármű sebességétől, a maximum potenciális sűrűség 600 g/m² volt. Ezen felül, minden jármű szállított 16 mentesítő dobozt, dobozonként 10 kg-nyi mentesítő anyaggal, hogy elszigetelt területeken használhassák.

### Sd.Kfz. 11/3
Sd.Kfz. 11/3 mittlerer Sprüh-Kraftwagen. Az Sd.Kfz. 11/3 egy 500 literes tartállyal és egy szóró rendszerrel volt felszerelve, hogy felszámolja a mérgesgáz-akadályokat. A fúvóka előre és hátra lendült, hogy egy 16 méter széles területet képes legyen lefedni. 125 darab készült 1937-ben.

### Sd.Kfz. 11/4

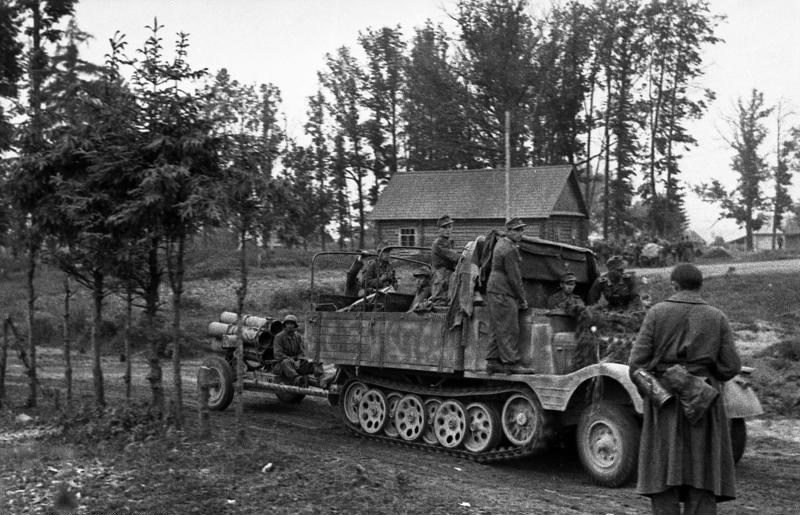
Egy Sd.Kfz. 11/5 Oroszországban vontat egy 21 cm Nebelwerfer 42-t

Sd.Kfz. 11/4 Nebel-Kraftwagen. Az Sd.Kfz. 11/4 egy lőszerszállító változat volt a 15 cm Nebelwerfer 41 rakéta-sorozatvető egységek számára. A lőszeresrekeszekben szállíthattak 10,5 cm-es aknavető lövedékeket, 15 cm-es vagy 21 cm-es rakétákat. 36 darab 15 cm-es vagy 10 darab 21 cm rakétát, illetve a rakétavetők hatfős személyzetét szállíthatta.

### Sd.Kfz. 11/5
Sd.Kfz. 11/5 mittlerer Gassprür-Wagen. Az Sd.Kfz. 11/5 egy lőszerszállító változat volt a Nebelwerfer rakéta-sorozatvető egységek számára. A korábbi Nebelwerfer lőszerszállító járművekkel ellentétben ennek egy fából készült felső karosszériája volt, két fülkével. A elülső fülke nyitott tetejű volt, és hiányzott belőle a korábbi típusok lőszeres rekesze. A hátsó fülke egy hátrafelé néző ülőpadot tartalmazott, a pad oldalainál rekeszekkel a puskák számára.

## Galéria

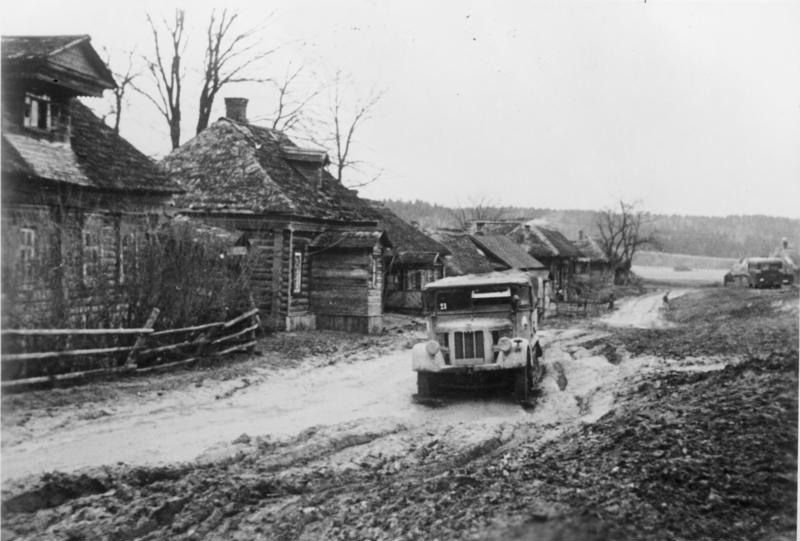
Sd.Kfz. 11-es egy falusi utcán a Raszputnyica idején a moszkvai csata során, 1941 novemberében.
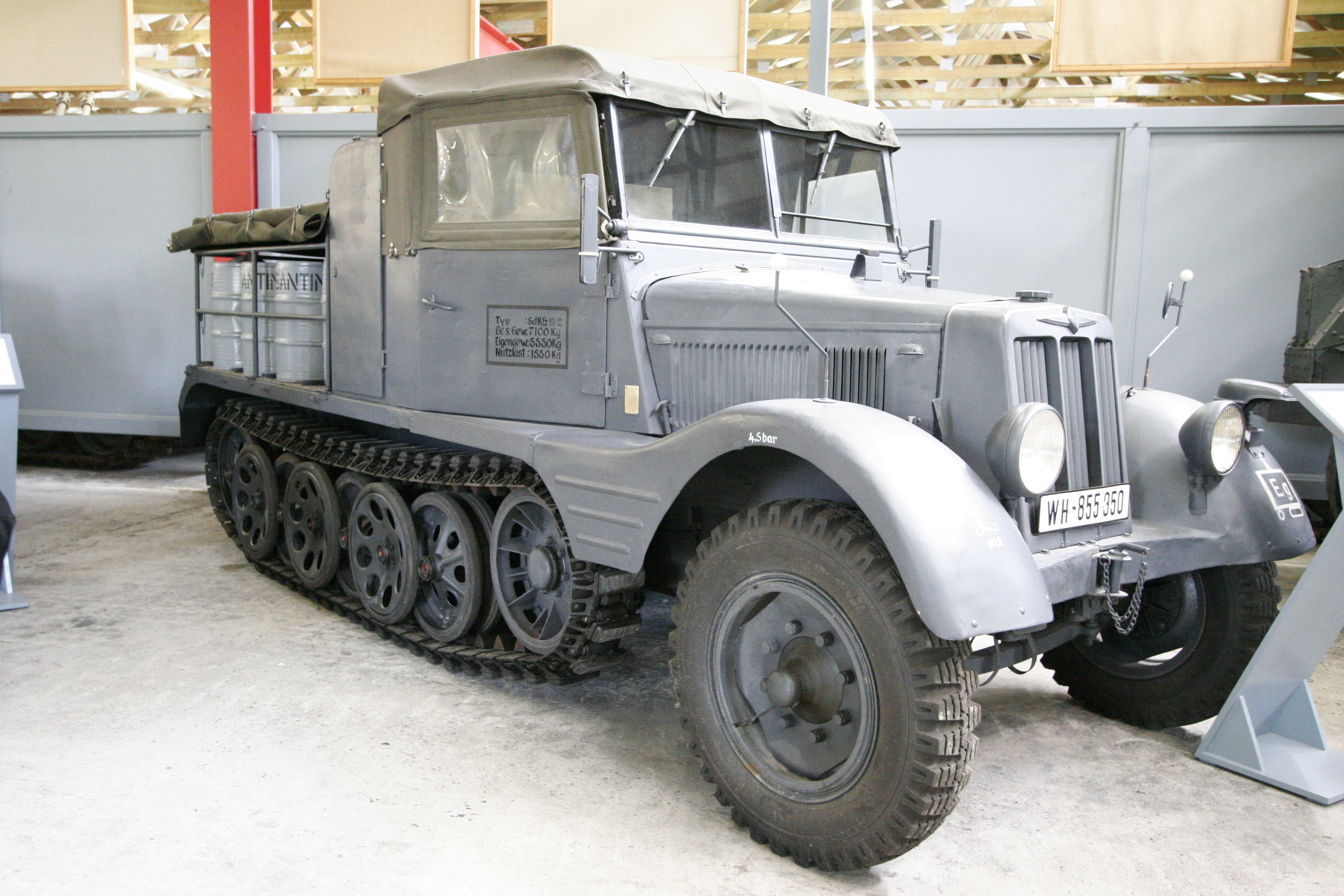
Sd.Kfz. 11 (Borgward)
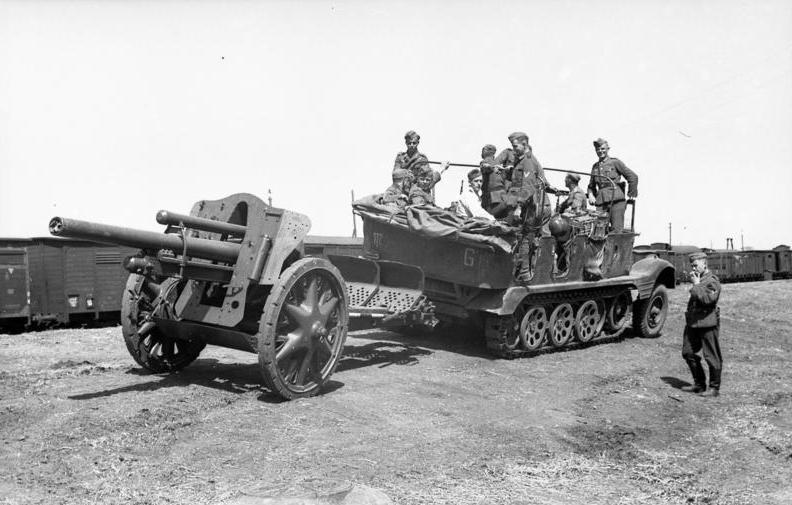
Sd.Kfz. 11 vontat egy 10,5 cm leichte Feldhaubitze 18 könnyű tábori tarackot 1942-ben.
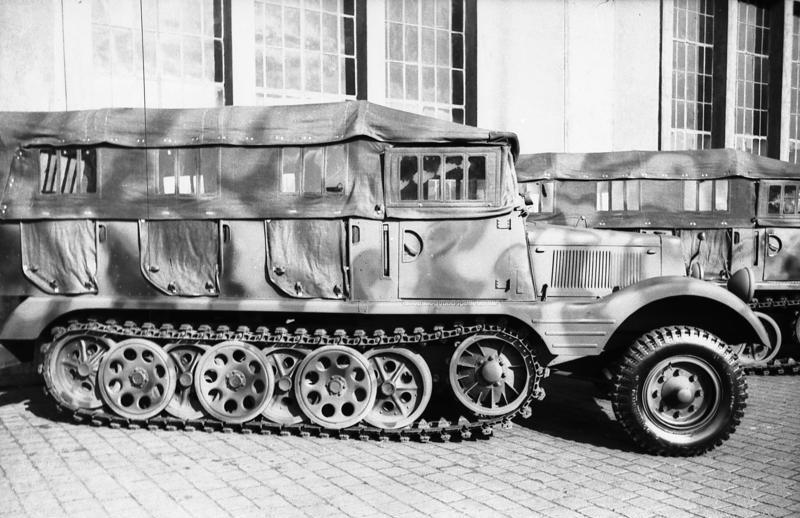
Alapváltozat
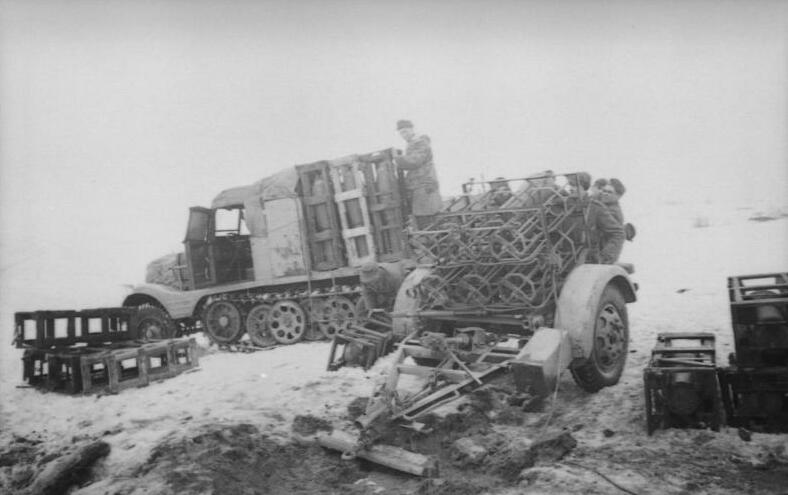
1944 januárjában az orosz fronton. A katonák 28/32 cm-es Nebelwerfer könnyű lőszer-szállító járműből (Zugkraftwagen 3t (Sd.Kfz. 11)) lőszert raknak ki.
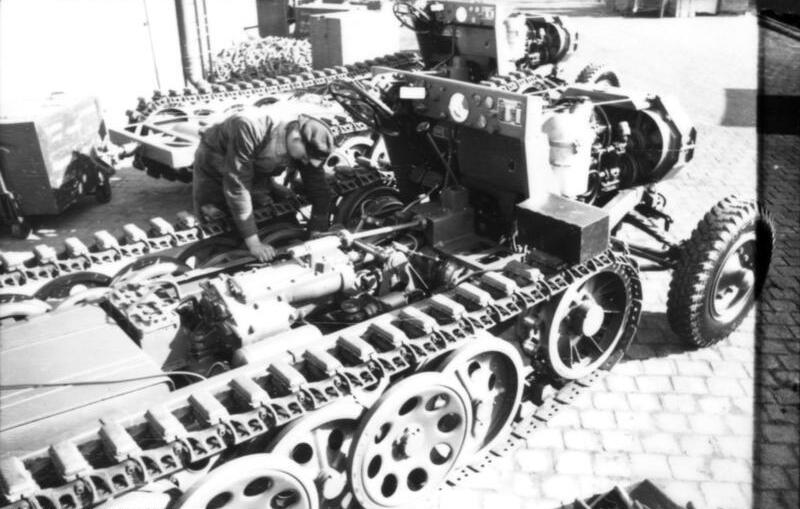
Sd.Kfz. 11 szerkezete építés alatt 1940.

## Fordítás
- Ez a szócikk részben vagy egészben  a   Sd.Kfz. 11 című angol Wikipédia-szócikk ezen változatának fordításán alapul.  Az eredeti cikk szerkesztőit annak laptörténete sorolja fel. Ez a jelzés csupán a megfogalmazás eredetét és a szerzői jogokat jelzi, nem szolgál a cikkben szereplő információk forrásmegjelöléseként.